# Chad Hunt
Chad Hunt (Wadsworth, 31 gennaio 1974) è un ex attore pornografico statunitense.

## Biografia
Nato da genitori di origini croate, Chad Hunt è stato sposato con la sua fidanzata delle scuole superiori per quattro anni, prima di divorziare nel 1996.
Ha iniziato a lavorare nell'industria della pornografia gay nel 2000 ed ha continuato ad interpretare ruoli sino al 2004, anno in cui si è concesso un anno sabbatico. Nel 2005 ha firmato un contratto biennale con la Lucas Entertainment per apparire in alcuni video prodotti dall'azienda, e dirigere un film nel 2007. È stato uno dei trenta porno star a comparire in Thinking XXX, un documentario sulla pornografia della HBO del 2004.
Chad Hunt è apparso per sei volte sulla copertina della rivista Inches, oltre ad essere comparso sulle copertine di Badpuppy, Jock, Honcho, All Man, Unzipped ed altre riviste del settore.
In tutti i suoi film ha avuto un ruolo da attivo, tranne nell'ultimo film Endgame del regista Jett Blakk per la Dirty Bird Pictures dove per la prima volta ha avuto un ruolo da passivo il quale segna nel 2009 il suo ritiro dall'industria pornografica.

## Riconoscimenti
- 2001 GayVN Awards – Best Threesome – Vengeance con Erik Martins e Carlos Morales[3]
- 2001 GayVN Awards – Best Group Scene – The Other Side Of Aspen 5 (Living Room Orgy)[3][4]
- 2002 Adult Erotic Gay Video Awards – Best Three-Way Sex Scene – Vengeance con Erik Martins y Carlos Morales[5]
- 2002 Adult Erotic Gay Video Awards – Best Performer (tied with Michael Brandon)[5]
- 2002 GayVN Awards – Best Group Scene – Deep South: The Big and the Easy[6]
- 2003 Adult Erotic Gay Video Awards – Best Group Scene – Deep South: The Big and the Easy[7]
- 2003 Adult Erotic Gay Video Awards – Best Supporting Actor – Oral Exams[7]
- 2003 GayVN Awards – Best Oral Scene – Oral Exams with cast members
- 2004 Adult Erotic Gay Video Awards – Best Duo Sex Scene – Detention with Tag Adams[8]
- 2004 Adult Erotic Gay Video Awards – Best Group Scene – Detention with cast members[8]
- 2004 Adult Erotic Gay Video Awards – Hottest Cock[8]
- 2004 GayVN Awards – Best Sex Scene – Detention with Tag Adams[9]
- 2004 GayVN Awards – Best Group Scene – Detention with cast members[9]
- 2006 Adult Erotic Gay Video Awards – Wall Of Fame[10]
- 2007 The WeHo XXX Awards – Best Top – La Dolce Vita

## Filmografia

### Attore
- Fire Island Cruising 1 (2000)
- Shock (2000)
- Top to Bottom (2000)
- Back Row (2001)
- Cockwatch (2001)
- Director's Uncut (2001)
- Fire Island Cruising 2 (2001)
- In Gear (2001)
- Lifestyles (2001)
- Manhattan Sex Party 1 (2001)
- Missing Link (2001)
- Other Side of Aspen 5 (2001)
- Pick of the Pack (2001)
- Ready For More (2001)
- Sex Sessions (2001)
- Shock 2 (2001)
- Tales From The Tree House (2001)
- Vengeance 1 (2001)
- 2nd Gear (2002)
- Aftershock 2 (2002)
- Best of Derek Cameron (2002)
- Blockbuster Cocks (2002)
- Boy Band (2002)
- Closed Set: The New Crew (2002)
- Cockpit 2: Survival of the Fittest (2002)
- Deception (2002)
- Deception 2 (2002)
- Deep South: The Big and the Easy 1 (2002)
- Fire Island Cruising 4 (2002)
- Glory Holes Of New York (2002)
- Lickity Split (2002)
- Monster Meat (2002)
- Oral Exams (2002)
- Alone With... 6 (2003)
- Best of Chad Hunt (2003)
- Best of Chad Hunt (II) (2003)
- Canvas (2003)
- Detention (2003)
- Detention [Director's Cut] (2003)
- Don Juan: Sins of the Flesh (2003)
- Giant: MSR's Big Dick Sex Club 1 (2003)
- Giant: MSR's Big Dick Sex Club 2 (2003)
- Hunt And Plunge (2003)
- Muscle Penitentiary (2003)
- My Overstuffed Jeans (2003)
- Sexual Urban Legends (2003)
- Vengeance 2 (2003)
- Best of Jason Ridge (2004)
- Kept (2004)
- Lost (2004)
- Best of Gus Mattox (2005)
- Fire Island Cruising 7 (2005)
- Michael Lucas' Auditions 6 (2005)
- Best of Dean Monroe (2006)
- Encounters 3: Flash Point (2006)
- Encounters 4: On The Job (2006)
- Fire Island Cruising 8 (2006)
- Fisting Feast 1 (2006)
- Hung.sex (2006)
- La Dolce Vita 2 (2006)
- Michael Lucas' Auditions 14 (2006)
- Michael Lucas' Auditions 9 (2006)
- Point of No Return: Encounters 2 (2006)
- Velvet Mafia 1 (2006)
- Velvet Mafia 2 (2006)
- Bigger the Better (2007)
- Bondo Gods 6 (2007)
- Chad Hunt Collection  (2007)
- Dante: Measure Of A Man (2007)
- Drifter (2007)
- Falcon Studios 35th Anniversary Limited Edition  (2007)
- Hustle And Cruise (2007)
- Link 5: The Evolution (2007)
- Monster Bang 13: Trouser Trout (2007)
- Pack Attack 3: C.J. Knight (2007)
- Rush (2007)
- Best of Roman Heart (2008)
- Big Dick Society 1 (2008)
- Cruisin' Grounds (2008)
- Endgame  (2008)
- Measure Up (2008)
- Mug Shots (2008)
- Piss Collection (2008)
- Unknown: Ghost Of A Chance (2008)
- All Star Cumshots 2 (2009)
- Face Fuckers 1 (2009)
- Chad Hunt: My Big Fucking Dick (2011)
- Golden Gushers (2011)
- Humongous Cocks 12 (2012)

### Direttore
- Michael Lucas' Auditions 9 (2006)
- Piss Collection (2008)